# Івшина Ірина Борисівна
Ірина Борисівна Івшина (нар. 12 червня 1950, Молотов, СРСР) — радянський і російський мікробіолог. Академік РАН (2016, член-кореспондент з 2003), доктор біологічних наук.
Завідувач лабораторією алканотрофних мікроорганізмів Інституту екології та генетики мікроорганізмів (ІЕГМ) УрВ РАН (з 1988), професор кафедри мікробіології та імунології біологічного факультету ПДНДУ (з 1998). Віце-президент Російського мікробіологічного товариства.

## Біографія
Закінчила з відзнакою біологічний факультет Пермського державного університету ім. О. М. Горького — нині Пермський державний національний дослідницький університет (1972).
У 1972—1975 роках молодший науковий співробітник Природничо-науковий інститут альма-матер.
З 1975 р. молодший, з 1983 р. старший науковий співробітник, з 1988 року по теперішній час завідувач лабораторією алканотрофних мікроорганізмів Інституту екології та генетики мікроорганізмів Уральського відділення РАН.
У 1982 році захистила дисертацію на ступінь кандидата біологічних наук (Інститут мікробіології і вірусології ім. акад. Д. К. Заболотного АН СРСР), а в 1998 році — дисертацію «Бактерії роду Rhodococcus: Імунодіагностика, детекція, біорізноманіття» на ступінь доктора біологічних наук (Челябінська державна медична академія).
З 1996 року доцент, а з 1998 року по теперішній час професор кафедри мікробіології та імунології Пермського державного університету.
З 2006 року входила до складу експертної ради ВАК РФ з біологічних наук.
28 жовтня 2016 року була обрана академіком РАН, перед тим з 2003 року член-кореспондент РАН по Відділенню загальної біології (мікробіологія і біотехнологія).

## Наукова діяльність
Галузь наукових інтересів — загальна мікробіологія, систематика бактерій, мікробна екологія, біотехнологія, колекційна справа та біоінформатика.
Дослідження біології та систематики родококів, що беруть участь в окисленні газоподібних і рідких вуглеводнів. Під її керівництвом створена Регіональна профільна колекція алканотрофних мікроорганізмів, що входить в перелік Унікальних наукових установок (УНУ), що діють в РФ.
За результатами проведених досліджень отримала 12 патентів на винахід РФ.
Широко відома наукова школа підготовлених нею спеціалістів-мікробіологів. Під її керівництвом захищено 12 кандидатських і 2 докторських дисертацій.

## Нагороди
- Медаль ордена «За заслуги перед Вітчизною» II ступеня (1999).
- Диплом I ступеня лауреата іменної премії Пермського краю (2000).
- Премія Уряду Російської Федерації в галузі науки і техніки (2008).
- Почесні грамоти Російської академії наук і Профспілки працівників РАН, Уральського відділення РАН і Уряду Пермського краю.
- Строганівська премія в номінації «За видатні досягнення в науці і техніці» (2014).

## Вибрані праці
- Ившина И. Б., Оборин А. А., Нестеренко О. А., Касумова С. А. Бактерии рода Rhodococcus грунтовых вод района нефтяных месторождений Пермского Предуралья // Микробиология. 1981. Т. 50, вып. 4. С. 709—717.
- Ившина И. Б., Кеворков Н. Н., Коблова И. В., Нестеренко О. А., Квасников Е. И. Идентификация бактерий рода Rhodococcus методом иммунодиффузии // Там же. 1982. Т. 51, вып. 4. С. 636—641.
- Ившина И. Б., Пшеничнов Р. А., Оборин А. А. Пропанокисляющие родококки/ УНЦ АН СССР. Свердловск, 1987. 125 с.
- Ившина И. Б., Каменских Т. Н., Куюкина М. С., Рычкова М. И., Шадрин О. А., Чумаков О. Б. Методы консервации культур Rhodococcus spp. и их применение в практике поддержания специализированного фонда алканотрофных родококков // Микробиология. 1994. Т. 63, вып. 1. С. 118—128.
- Ившина И. Б., Куюкина М. С. Селективное выделение пропанокисляющих родококков с использованием антибиотических веществ // Там же. 1997. Т. 66, вып. 4. C. 494—500.
- Ivshina I.B., KuyukinaM.S., PhilpJ.C., ChristofiN.Oildesorptionfrommineralandorganicmaterialsusingbiosurfactantcomplexes produced by Rhodococcus species // World J. Microbiol. Biotechnol. 1998. Vol. 14. Р. 711—717.
- Ivshina I.B., Kuyukina M.S., Ritchkova M.I., Philp J.C., Cunningham C.J., Christofi N.Oleophilic biofertilizer based on a Rhodococcus surfactant complex for the bioremediation of crude oil-contaminated soil // Contaminated Soil Sediment and Water. 2001. №. 4. P. 20-24.
- Christofi N., Ivshina I.B.Microbial surfactants and their use in field studies of soil remediation. A Review // J. Appl. Microbiol. 2002. Vol. 93. P. 915—929.
- Ившина И. Б., Гришко В. В., Ноговицина Е. М., Кукина Т. П., Толстиков Г. А. Биотрансформация b‑ситостерола и его сложных эфиров актинобактериями рода Rhodococcus// Прикладная биохимия и микробиология. 2005. Т. 41, № 6. С. 626—633.
- Ившина И. Б., Рычкова М. И., Вихарева Е. В., Чекрышкина Л. А., Мишенина И. И. Алканотрофные родококки как катализаторы процесса биодеструкции не пригодных к использованию лекарственных средств // Прикладная биохимия и микробиология. 2006. № 4. С. 443—447.
- Kuyukina M.S., Ivshina I.B., Serebrennikova M.K., Krivoruchko A.V., Podorozhko E.A., Ivanov R.V., Lozinsky V.I.Petroleum-contaminated water treatment in a fluidized-bed bioreactor with immobilized Rhodococcus cells // International Biodeterioration & Biodegradation. 2009. Vol. 63. P. 427—432.
- Kuyukina M.S., Ivshina I.B.Application of Rhodococcus in bioremediation of contaminated environments //Microbiology Monographs / ed. A. Steinbuchel. Springer-Verlag, Dordrecht, London, New-York, 2010. Vol. 16. Р. 231—262.[5]